# Secretaria Nacional de Trânsito
A Secretaria Nacional de Trânsito (SENATRAN), anteriormente Departamento Nacional de Trânsito (DENATRAN), é o órgão máximo executivo do Sistema Nacional de Trânsito, tem autonomia administrativa e técnica, e jurisdição sobre todo o território brasileiro. Sua sede é em Brasília. Órgão subordinado à Secretaria Executiva do Ministério da Infraestrutura (MCid), a secretaria tem como objetivo principal fiscalizar e fazer cumprir a legislação de trânsito e a execução das normas e diretrizes estabelecidas pelo Conselho Nacional de Trânsito (CONTRAN). Além disso, a secretaria possui a atribuição de supervisionar e coordenar os órgãos responsáveis pelo controle e fiscalização da execução da Política Nacional de Trânsito.
Em 16 de setembro de 2021, conforme o decreto nº 10.788 de 6 de setembro de 2021, o Denatran passou a se chamar Secretaria Nacional de Trânsito, composta pelos departamentos de Gestão Política de Trânsito, de Segurança no Trânsito e de Regulação e Fiscalização.
Em junho de 2020, o The Intercept Brasil revelou que a ABIN solicitou ao SERPRO acesso total ao banco de dados de carteiras de motoristas (CNHs), ou seja, o RENACH (Registro Nacional de Condutores Habilitados), o que corresponde a dados de 76 milhões de brasileiros (36% da população), com atualização mensal dos dados, considerando-se que são emitidas mais 1,5 milhão de CNHs todo mês. Os dados a que a ABIN queria acesso, sobre cada cidadão habilitado a dirigir, incluem: "nome, filiação, CPF, endereço, telefones, foto, e dados dos veículos (inclusive com nomes de proprietários anteriores, situação e procedência)". O fornecimento de dados estava previsto para iniciar-se em maio de 2020, duraria até maio de 2021, e custaria pouco mais de R$330.000. O SERPRO chegou a criar um código interno para a projeto: "11797 (Abin – Extração Denatran)". A ABIN confirmou a operação, dizendo que "A obtenção, a integração e o compartilhamento de bases de dados são essenciais para o funcionamento da atividade de inteligência".

## Subdivisões
Também é o órgão responsável por estabelecer procedimentos sobre a aprendizagem e habilitação de condutores de veículos, a expedição de documentos de condutores, de registro e licenciamento de veículos. Para tanto, as suas funções são subdivididas entre as seguintes coordenações:
Coordenação-Geral de Informatização e Estatística (CGIE): fornecer aos órgãos do Poder Executivo, Legislativo e Judiciário, com observância das suas respectivas competências, bem como aos órgãos e entidades do Sistema Nacional de Trânsito (SNT), informações sobre registro de veículos e de condutores, mantendo fluxo permanente de informações com os demais órgãos do SNT; dentre outras.
Coordenação-Geral de Instrumental Jurídico e da Fiscalização (CGIJF): instruir os recursos interpostos às decisões do CONTRAN; encaminhar à Consultoria Jurídica do Ministério das Cidades subsídios e informações necessárias à instrução da defesa da União nos processos judiciais; acompanhar a tramitação de proposições legislativas de interesse do Sistema Nacional de Trânsito no Congresso Nacional, em articulação com o Gabinete do Ministro das Cidades; dentre outras.
Coordenação-Geral de Infra-Estrutura de Trânsito (CGIT): elaborar, juntamente com os demais órgãos e entidades do SNT, e submeter à aprovação do CONTRAN a complementação ou alteração da sinalização e dos dispositivos e equipamentos de trânsito; supervisionar a implantação de projetos e programas relacionados com a engenharia de tráfego, de segurança veicular e de trânsito e de sinalização; dentre outras
Coordenação-Geral de Planejamento Normativo e Estratégico (CGPNE): articular-se com órgãos do SNT, de transportes e de segurança pública, promovendo, coordenando e executando o controle de ações para preservação do ordenamento e da segurança do trânsito; supervisionar a implantação de projetos e programas relacionados com a engenharia, educação, administração, policiamento e fiscalização do trânsito e outros; dentre outras.
Coordenação-Geral de Planejamento Operacional (CGPO): planejar e controlar a arrecadação das receitas do Departamento e a execução das atividades orçamentárias, financeiras, patrimoniais e contábeis, sob a supervisão da Subsecretaria de Planejamento, Orçamento e Administração - SPOA; coordenar e supervisionar os procedimentos para elaboração e o acompanhamento de contratos de receitas e despesas, convênios, acordos e congêneres; dentre outras.
Coordenação-Geral de Qualificação do Fator Humano no Trânsito (CGQFHT): planejar, desenvolver e supervisionar as atividades relacionadas com a educação e orientação do usuário das vias terrestres abertas à circulação; promover cursos de desenvolvimento de pessoal, com vistas à capacitação técnico-profissional ligada ao trânsito; dentre outras.
À SENATRAN também compete a definição de sequências de três letras para as placas de veículos em cada Unidade da Federação.